# Nansun Shi
Nansun Shi (Hong Kong, 8 de agosto de 1951) é uma produtora cinematográfica chinesa.